# Pierrick Pivron
Pierrick Pivron (né le 24 juin 1990 à Gap dans les Hautes-Alpes) est un joueur professionnel français de hockey sur glace. Il dispose d'une licence suisse. Il évolue au poste d'attaquant. Il est le fils d'Alain Pivron et le frère de Victor Pivron.

## Biographie

### Carrière en club
Il a commencé le hockey sur glace aux Rapaces de Gap avant de suivre son père Alain également joueur et entraîneur dans divers clubs français et suisses. En 2010, Chris McSorley entraîneur du Genève Servette HC l'intègre dans l'équipe première qui dispute la LNA. Chris McSorley résilie sa dernière année de contrat et il rejoint en 2012 le promu en LNB, le Red Ice Martigny. Il dispute 8 matchs et inscrit 2 assistances avant de se voir écarté de l'équipe au détriment de joueurs  de la LNH venu jouer en Europe durant le lock-out. Pierrick Pivron s'entraine alors les Rapaces de Gap, le club de sa ville natale qui évolue en Ligue Magnus. Il convainc Ari Salo et se voit proposer un contrat jusqu'à la fin de la saison 2012-2013. Pour son premier match sous les couleurs gapençaises, aligné sur le premier trio d'attaque aux côtés de Collin Circelli et Jouni Virpiö, il inscrit un but et délivre une passe décisive lors de la victoire 5-2 contre les Hockey Club de Caen le 16 novembre 2012. Depuis le 18 décembre 2012, il évolue avec le HC Lugano.

### Carrière internationale
Il représente l'Équipe de France en sélections jeunes.

## Statistiques
Pour les significations des abréviations, voir Statistiques du hockey sur glace.

### En club
| Saison    | Équipe               | Ligue            |    | Saison régulière | Saison régulière | Saison régulière | Saison régulière | Saison régulière |   | Séries éliminatoires | Séries éliminatoires | Séries éliminatoires | Séries éliminatoires | Séries éliminatoires |
| Saison    | Équipe               | Ligue            | PJ | B                | A                | Pts              | Pun              | PJ               | B | A                    | Pts                  | Pun                  |                      |                      |
| 2005-2006 | Young Sprinters HC   | 1re ligue        | 1  | 1                | 0                | 1                | 2                | -                | - | -                    | -                    | -                    |                      |                      |
| 2007-2008 | Young Sprinters HC   | 1re ligue        | 21 | 3                | 2                | 5                | 62               | -                | - | -                    | -                    | -                    |                      |                      |
| 2007-2008 | HC Guin Bulls        | 1re ligue        | 1  | 0                | 0                | 0                | 0                | -                | - | -                    | -                    | -                    |                      |                      |
| 2007-2008 | HC La Chaux-de-Fonds | LNB              | 2  | 0                | 0                | 0                | 0                | -                | - | -                    | -                    | -                    |                      |                      |
| 2007-2008 | HC La Chaux-de-Fonds | Juniors Élites A | 32 | 18               | 11               | 29               | 95               | 3                | 0 | 0                    | 0                    | 4                    |                      |                      |
| 2008-2009 | Genève-Servette HC   | Juniors Élites A | 34 | 25               | 17               | 42               | 114              | 7                | 5 | 7                    | 12                   | 10                   |                      |                      |
| 2009-2010 | Genève-Servette HC   | LNA              | 14 | 0                | 1                | 1                | 0                | 20               | 0 | 0                    | 0                    | 4                    |                      |                      |
| 2009-2010 | Lausanne HC          | LNB              | 5  | 0                | 2                | 2                | 4                | -                | - | -                    | -                    | -                    |                      |                      |
| 2009-2010 | Genève-Servette HC   | Elite Jr. A      | 23 | 16               | 11               | 27               | 70               | 3                | 1 | 1                    | 2                    | 36                   |                      |                      |
| 2010-2011 | Genève-Servette HC   | LNA              | 48 | 2                | 2                | 4                | 38               | 6                | 0 | 0                    | 0                    | 2                    |                      |                      |
| 2010-2011 | Lausanne HC          | LNB              | 4  | 0                | 1                | 1                | 8                | -                | - | -                    | -                    | -                    |                      |                      |
| 2011-2012 | Genève-Servette HC   | LNA              | 36 | 0                | 1                | 1                | 12               | 9                | 0 | 0                    | 0                    | 6                    |                      |                      |
| 2012-2013 | Rapaces de Gap       | Ligue Magnus     | 5  | 2                | 2                | 4                | 6                | -                | - | -                    | -                    | -                    |                      |                      |
| 2012-2013 | HC Red Ice           | LNB              | 8  | 0                | 2                | 2                | 4                | -                | - | -                    | -                    | -                    |                      |                      |
| 2012-2013 | HC Lugano            | LNA              | 16 | 2                | 1                | 3                | 4                | 1                | 0 | 0                    | 0                    | 0                    |                      |                      |
| 2013-2014 | HC La Chaux-de-Fonds | LNB              | 21 | 1                | 7                | 8                | 12               | 7                | 1 | 2                    | 3                    | 37                   |                      |                      |
| 2014-2015 | HC La Chaux-de-Fonds | LNB              | 29 | 1                | 5                | 6                | 14               | 4                | 1 | 0                    | 1                    | 2                    |                      |                      |
| 2015-2016 | Fribourg-Gottéron    | LNA              | 10 | 0                | 2                | 2                | 0                | -                | - | -                    | -                    | -                    |                      |                      |
| 2015-2016 | HC Red Ice           | LNB              | 3  | 0                | 0                | 0                | 0                | -                | - | -                    | -                    | -                    |                      |                      |
| 2016-2017 | HC Red Ice           | LNB              | 5  | 0                | 1                | 1                | 0                | -                | - | -                    | -                    | -                    |                      |                      |
| 2016-2017 | SC Langenthal        | LNB              | 34 | 5                | 2                | 7                | 20               | 16               | 4 | 3                    | 7                    | 37                   |                      |                      |
| 2017-2018 | SC Langenthal        | LNB              | 6  | 0                | 0                | 0                | 0                | 2                | 0 | 0                    | 0                    | 0                    |                      |                      |

### En équipe nationale
| Année | Équipe         | Évènement                   |   | PJ | B | A | Pts | Pun |
| 2010  | France -20 ans | Championnat du monde junior | 4 | 0  | 1 | 1 | 2   |     |